# Fjärdskär (vid Busö, Raseborg)
Fjärdskär är en ö i Finland. Den ligger i Finska viken och i kommunen Raseborg i den ekonomiska regionen  Raseborg i landskapet Nyland, i den södra delen av landet. Ön ligger omkring 81 kilometer väster om Helsingfors.
Öns area är 4 hektar och dess största längd är 350 meter i sydöst-nordvästlig riktning. Ön höjer sig omkring 15 meter över havsytan.